# O'Connell Bridge
De O'Connell Bridge (Iers: Droichead Uí Chonaill) is een brede verkeersbrug in het centrum van Dublin (Ierland) over de Liffey. De brug verbindt de straten D'Olier Street, Westmoreland Street en de zuidelijke kades met de O'Connell Street (lower) en de noordelijke kades.

## Geschiedenis
De huidige O'Connell Bridge is de opvolger van de Carlisle-brug die tussen 1794 en 1882 de overspanning van de Liffey was. Deze Carlisle-brug was vernoemd naar de toenmalige Lord Lieutenant van Ierland: Frederick Howard, 5e graaf van Carlisle. Deze brug was veel smaller dan de huidige brug en had een bult in het midden. Deze originele brug was ontworpen door architect James Gandon die ook het beroemde The Custom House, enkele honderden meters stroomafwaarts, heeft ontworpen.
In 1882 werd de gerenoveerde brug heropend: de bult was verdwenen en de brug was veel breder: hij is nu even lang als breed. De brug is een zeer drukke rivieroverspanning in het centrum van de stad: een groot aantal stadsbuslijnen van Dublin Bus maken gebruik van deze brug, maar ook personenauto's en veel voetgangers gebruiken de brug.
Bij de heropening werd de brug vernoemd naar voormalig parlementslid voor Dublin en burgemeester van Dublin Daniel O'Connell en een standbeeld werd onthuld aan de noordkant van de brug in de straat die naar hem vernoemd is.
De brug bestaat uit 2 x 3 rijstroken, een brede stoep aan beide kanten van de brug en in het midden -als scheiding tussen de twee richtingen verkeer- ligt een brede verhoging.